# Navascués
Navascués (o Nabaskoze in basco) è un comune spagnolo di 204 abitanti situato nella comunità autonoma della Navarra.